# Cleora alexis
Cleora alexis is een vlinder uit de familie spanners (Geometridae). De wetenschappelijke naam van deze soort is voor het eerst geldig gepubliceerd in 1976 door Herbulot.
De soort komt voor in tropisch Afrika.